# نويل ميدلتون
نويل ميدلتون (بالإنجليزية: Noelle Middleton)‏ هي ممثلة أيرلندية، ولدت في 18 ديسمبر 1926 في جمهورية أيرلندا، وتوفيت بنفس المكان في 30 يناير 2016.

## وصلات خارجية
- نويل ميدلتون على موقع IMDb (الإنجليزية)
- نويل ميدلتون على موقع قاعدة بيانات الفيلم (الإنجليزية)